# モーラル
モーラル（Moğollar、トルコ語でモンゴル人の意）は、初期のトルコ・ロックにおける先駆的なバンド。

## 概要
トルコ・フォーク・ロック（またはアナトリアン・ロック）の創始者の1つである。40年以上にわたって活動を続けている。トルコの民謡というジャンルで多層的なダイナミズムを使い、ポップミュージックのダイナミズムと音的な類似性を持たせている。

## 略歴
バンドは1967年末にアジズ・アスメット、ムラト・セス、カヒト・ベルカイ、ハッサン・セル、エンギン・ヨルコグルによって結成された。
1970年、ハッサン・セルの代わりに、それまでメテオラル（流星群）やエルキン・コライ・カルテットのメンバーだったタネル・オンジュールが加入した。バンドは1960年代後半から1970年代前半にかけて、ポップミュージックの技術的側面とアナトリア民謡のメロディーを融合させることを試みていた。
1970年7月、ボーカルのアジズ・アスメットが音楽的な意見の相違からバンドを脱退し、エルセン・ディンレテンが短期間、彼の後任として参加した。モーラルは45回転シングル「Ternek/Haliç'te Gün Batışı」（テルネク/金角の夕日）を録音し、1970年8月にパリに出発した。パリに行く間、彼らはCBSと3年契約を結び、1972年に45回転のシングル「Hitchin/Behind the Dark」をリリースした。ギルド・インターナショナル・デュ・ディスクというレーベルから『Danses et Rythmes de la Turquie -- d'Hier d'Aujourd'hui』というアルバムを1枚出す。このアルバムは、1971年にフランスのアカデミー・シャルル・クロに認められ、ピンク・フロイドと比較されるようになる。その頃、ベルギーに滞在していたバルシュ・マンチョと出会い、活動を開始する。
1968年、トルコの音楽コンテスト「ゴールデン・マイクロフォン」で第3位を獲得。1971年には、インストゥルメンタルアルバム『Danses et Rythmes de la Turquie』でシャルル・クロ・アカデミーからGrand Prix du Disqueを授与された。
1971年、バルシュ・マンチョがボーカリストとして加入し、バンドはマンチョモンゴルと改名される。マンチョモンゴルは45回転盤シングルを2枚レコーディングし、このパートナーシップは4ヶ月で終了した。また、エンギン・ヨルコグルがパリに滞在し、代わりにMavi Işıklar（Blue Lights）のドラマー、アイゼル・ダンガがバンドに参加した。
モーラルは1972年の前半にセルダ・バージャンとシングル1枚をレコーディングした。エルセンが1972年7月にバンドに再加入し、彼らはシングルをもう1枚レコーディングした。1972年8月、ムラト・セスがバンドを脱退。1972年9月、モーラルのソロ担当は、それまでKardaşlar（兄弟）のソロ担当であったジェム・カラジャに交代する。ジェム・カラジャとモーラルのパートナーシップは2年間続き、「Namus Belası」という曲を制作し、大きなヒットとなった。
1974年、タネル・オンジュールとアイゼル・ダンガがバンドを脱退。オンジュールは1974年から1975年、1979年から1980年にかけてエルセン・ディンレテンとのバンド、ダダシュラルに、1974年から1978年にはジェム・カラジャとのバンド、ダービシャン（Dervişan）に参加した。また、1975年にはエディプ・アクバイラムとのバンド、ドストラにも短期間参加した。1974年から1975年にかけてはKardaşlarに参加。1975年、エルキン・コライのアルバム『Elektronik Türküler』（エレクトロニック・ソングス）にも参加。その後、1975年から1978年にかけてDostlar、1979年にKerem Güney（1939年-2012年）とのバンドGüneşin Sofrası、1983年にエルセン・ディンレテンとのバンドDadaşlar、1984年にZorbeylerに参加したが音楽界から引退している。一方、カヒト・ベルケイはバンド解散後、エンギン・ヨルコグルと会うためにフランスへ旅立った。カヒトとエンギンはモーラル名義で2枚のアルバムをレコーディング。1975年にはAli Rıza Binboğaとシングルもレコーディングしている。1976年、バンドは完全に解散。
17年のブランクを経て、1993年にカヒト・ベルカイ、タネル・オンジュール、エンギン・ヨルコグルがバンドを再結成し、キーボード奏者のセルハト・エルソーズが加入した。ムラト・セスは他のプロジェクトに取り組み、現在も並外れた国際的キャリアを追求している。
2007年、広告代理店TBWAは、ソニーのPlayStation 3の広告キャンペーン「This is Living」に、モーラルの1960年代後半の楽曲「Garip Çoban（訳：孤独な羊飼い、作詞：ムラト・セス）」を採用することを決定。エムラー・カラジャ（ジェム・カラジャの息子）が、2007年にボーカルとギタリストとしてモーラルに参加した。エンギン・ヨルコグルは2007年に肺癌と診断され、2010年に死去した。

## メンバー

### 現在のメンバー
- カヒト・ベルカイ（Cahit Berkay） - バウラマ、ギター、ケマンチェ、マンドリン、ヤイル・タンブール、ボーカル (1968年-1976年、1993年- )
- タネル・オンジュール（Taner Öngür） - ベース、ボーカル (1969年-1974年、1993年- )
- セルハト・エルソーズ（Serhat Ersöz） - キーボード (1993年- )
- エムラー・カラジャ（Emrah Karaca） - ボーカル、ギター (2007年- )
- ケマル・クチュクバッカル（Kemal Küçükbakkal） - ドラム (2011年- )

### 旧メンバー
- アジズ・アスメッド（Aziz Azmet） - ボーカル、ギター (1967年-1970年) ※故人
- ムラト・セス（Murat Ses） - シンセサイザー、ハモンドオルガン (1967年-1972年)
- ハッサン・セル（Hasan Sel） - ベース (1968年-1969年)
- エンギン・ヨルコグル（Engin Yörükoğlu） - ドラム (1969年-1971年、1974年-1976年、1993年-2010年) ※故人
- エルセン・ディンレテン（Ersen Dinleten） - ボーカル (1970年、1972年)
- アイゼル・ダンガ（Ayzer Danga） - ドラム (1971年-1974年) ※故人
- バルシュ・マンチョ（Barış Manço） - ボーカル (1971年-1972年) ※故人
- セルダ・バージャン（Selda Bağcan） - ボーカル (1972年）
- ジェム・カラジャ（Cem Karaca） - ボーカル (1972年-1974年) ※故人
- ミタト・ダヌシャン（Mithat Danışan） - ベース (1974年、1975年）
- トゥルハン・ユクセラー（Turhan Yükseler） - キーボード、ピアノ (1974年、1975年)
- トゥファン・アルタン（Tufan Altan） - ドラム (1974年、1975年）
- スルビカ（Sulubika） - フルート (1975年)
- マイケル・ショレット（Michael Shollet） - ベース (1975年）
- ローメン・ペティター（Romen Petiter） - キーボード、ピアノ (1975年)
- ウトゥク・ユナル（Utku Ünal） - ドラム (2010年-2011年)

## ディスコグラフィ

### スタジオ・アルバム
- Les Danses et Rythmes de la Turquie d'hier á aujourd'hui (1971年) ※トルコでは『Anadolu Pop』として発売
- Hittit Sun (1975年) ※トルコでは『Düm-Tek』として発売
- 『モーラル』 - Ensemble d'Cappadocia (1976年) ※トルコでは『Moğollar』として発売
- Moğollar '94 (1994年)
- Dört Renk (1996年)
- 30. Yıl (1998年)
- Yürüdük Durmadan (2004年)
- Umut Yolunu Bulur (2009年)

### シングル
- "Eastern Love" / "Artık Çok Geç" (1968年)
- "Mektup" / "Lazy John" (1968年)
- "Everlasting Love" / "Hard Work" (1968年)
- "Ilgaz" / "Kaleden Kaleye Şahin" Uçurdum (1968年)
- "Sessiz Gemi" / "İndim Havuz Başına" (1969年)
- "Dağ Ve Çocuk" / "İmece" (1970年)
- "Ağlama" / "Yalnızlığın Acıklı Güldürüsü" (1970年)
- "Garip Çoban" / "Berkay Oyun Havası" (1970年)
- "Ternek" / "Haliç'te Güneşin Batışı" (1970年)
- "Hitchin" / "Behind The Dark" (1970年)
- "Behind The Dark" / "Madımak" / "Lorke" (1971年)
- "Hitchin" / "Hamsi" (1971年)
- "İşte Hendek İşte Deve" / "Katip Arzuhalim Yaz Yare Böyle" (1971年)
- "Binboğanın Kızı" / "Ay Osman" (1971年)
- "Yalan Dünya" / "Kalenin Dibinde" (1972年)
- "Alageyik Destanı" / "Moğol Halayı" (1972年)
- "Çığrık" / "Sıla" (1972年)
- "Sor Kendine" / "Garip Gönlüm" (1972年)
- "Obur Dünya" / "El Çek Tabib" (1973年)
- "Gel Gel" / "Üzüm Kaldı" (1973年)
- "Namus Belası" / "Gurbet" (1974年)
- "Tanrıların Arabaları" / "Bu Nasıl Dünya?" (1974年)
- "Birlik için Elele" / "Sevgimin Derdi Albümler" (feat. Ali Rıza Binboğa) (1975年)

### コンピレーション・アルバム
- Anılarla Moğollar ve Silüetler (1990年)
- Anadolupop 70'li Yıllar (1993年)
- Moğollar 1968-2000 (2000年)